# Egill Reimers
Egill Reimers (Bergen, 18 luglio 1878 – Bergen, 11 novembre 1946) è stato un velista e architetto norvegese.

## Palmarès

### Olimpiadi
- 1 medaglia:
  - 1 oro (Anversa 1920 nella classe 12 metri, regole 1919)